# Audhumla Corona
Audhumla Corona is een corona op de planeet Venus. Audhumla Corona werd in 1994 genoemd naar Auðumbla, oervoedster uit de Noordse mythologie.
De corona heeft een diameter van 225 kilometer en bevindt zich ten noordwesten van Sulis Corona in het quadrangle Bereghinya Planitia (V-8).